# Baranisobas hibericus
Baranisobas hibericus är en stekelart som beskrevs av Heinrich 1972. Baranisobas hibericus ingår i släktet Baranisobas och familjen brokparasitsteklar. Inga underarter finns listade.